# Rußbauchsäbler
Der Rußbauchsäbler (Pomatostomus halli) ist eine Vogelart aus der Familie der Australsäbler (Pomastomidae). Er ist in Australien heimisch. Das Artepitheton ehrt den in Australien geborenen, britischen Philanthropen Harold Wesley Hall, der mehrere Sammelexpeditionen für das Natural History Museum in Australien finanziert hatte. Die Art wurde 1963 von Peter Colston entdeckt und 1964 von Graham S. Cowles erstbeschrieben.

## Merkmale
Der Rußbauchsäbler erreicht eine Körperlänge von 19 bis 21 cm und ein Gewicht von 30 bis 47 g. Er ist ein mittelgroßer, dunkler Sperlingsvogel mit einem breiten, weißen Überaugenstreif und einem ausgeprägten weißen Brustlatz. Die dunkelbraune Färbung des Oberkopfes erstreckt sich bis zum Hals und zum Hinternacken. Ein breiter, weißlicher Unteraugenstreif verläuft von der Stirnseite bis zum Nacken und kann den Anschein einer weißen Kappe erwecken. Ein breiter schwärzlicher Augenstreifen verläuft über den Zügeln durch die Augen bis zu den Ohrdecken. Die Halsseiten sind dunkelbraun. Die Oberseite, einschließlich der Oberflügeldecken, ist dunkelbraun. Der schwarzbraune Schwanz hat weiße Federspitzen, die am breitesten an den äußeren Rändern und im Flug deutlich sichtbar sind. Kinn, Kehle und Brustmitte sind weiß, scharf abgegrenzt vom dunkelbraunen Unterbauch. Die Unterflügeldecken, die Achselfedern und die Iris sind dunkelbraun. Der schwarze Schnabel hat einen schmalen weißlichen Streifen entlang der Unterschnabelbasis. Die Beine sind schwarz. Die Geschlechter ähneln sich. Die juvenilen Vögel ähneln den Altvögeln, der Schnabel ist jedoch kürzer, weniger gekrümmt und gelb. Die Oberflügeldecken der Handschwingen sind schmal gelblich-braun umsäumt. Die immaturen sind wahrscheinlich schwer von den Altvögeln zu unterschieden.

## Verbreitung
Das Vorkommen erstreckt sich vom inneren Ost-Australien über Südwest-Queensland (südlich der Finucane Range, östlich bis zur Forsyth Range) und weiter südlich bis ins nordwestliche New South Wales.

## Habitat
Der Rußbauchsäbler bewohnt offene hohe Mulga-Wälder und Buschlandschaften, oft in Steinschluchten oder auf Steinebenen oder Hängen. Er kommt auch in Mischwäldern aus Mulga, Schmuckzypressen (Callitris) und Eukalyptus vor. Gebiete mit mehr als 70 % Baumbewuchs und spärlichem Strauchbewuchs werden bevorzugt. Im Grasland mit spärlichem Baum- oder Strauchbewuchs ist er selten anzutreffen.

## Wanderungen
Über seine Wanderungen ist wenig bekannt. Er ist wahrscheinlich revier- und standorttreu. Alle Bewegungsdaten stammen aus einem Umkreis von 10 km vom Beringungsort.

## Ernährung und Futtersuche
Das Nahrungsverhalten ist wenig studiert. Die Nahrung umfasst Insekten, einschließlich Käfer (Coleoptera) und Schmetterlingslarven (Lepidoptera). Während der Nahrungssuche hält er sich auf dem Boden, in Sträuchern oder auf Zweigen und Baumstämmen auf. Mit seinem Schnabel untersucht er Felsspalten oder Baumrinde und dreht Steine und Holz auf der Suche nach Nahrung um. Gewöhnlich ist er in Gruppen von 5 bis 15 Individuen zu beobachten.

## Stimme
Die Stimme besteht aus scharfen zwitschernden und summenden Rufen sowie aus schrillen Stakkato-, Pfeif- und Schimpftönen.

## Fortpflanzungsverhalten
Die Brutzeit findet in den meisten Monaten statt. Die Brutpflege ist kooperativ in Gruppen, die aus dem Elternpaar und einem oder zwei Helfern bestehen. Vom Rußbauchsäbler ist bekannt, dass er mehrere Nester errichtet, von denen aber jeweils nur eines für die Fortpflanzung genutzt wird. Das Nest besteht aus einer ziemlich kompakten Kuppel mit einer aus Stöcken errichteten Außenkammer und einer mit Gras, Federn und Haaren ausgekleideten Innenkammer, die 3 bis 8 m über dem Boden und gewöhnlich in einem Mulgabaum platziert ist. Die geschätzte Größe des Reviers beträgt 2 bis 18 ha. Die Gelegegröße ist wenig bekannt und wird auf der Basis von gefundenen Nestern auf zwei Eier geschätzt. Über die Inkubationszeit liegen keine Angaben vor. Helfer unterstützen die Eltern bei der Fütterung der Nestlinge. Nach mehr als 10 Tagen sind die Jungen flügge. Weitere Informationen liegen nicht vor.

## Status
Der Rußbauchsäbler ist nicht global gefährdet und lokal ziemlich häufig. Rodung und Beweidung von Lebensräumen stellen wahrscheinlich die wichtigste Bedrohung dar.